# AJPW Triple Crown Championship
Ne doit pas être confondu avec Triple Crown Championship.
L'AJPW Triple Crown Heavyweight Championship est la ceinture suprême de la All Japan Pro Wrestling. Ce championnat unifie les ceintures de la NWA United National Championship (en), de la PWF World Heavyweight Championship (en) et la NWA International Heavyweight Championship (en). Toutes ces ceintures ont été réunies le 18 avril 1989 quand le champion international Jumbo Tsuruta a battu le champion PWF et UN Stan Hansen. Ce championnat reconnait 33 champions différents et 72 règnes.

## Histoire
Avant la création de ce titre, la All Japan Pro Wrestling (AJPW) utilise quatre ceintures de champion poids lourd. Il y a d'abord celle de champion international poids lourd de la National Wrestling Alliance (NWA) qui est la plus importante du fait de son passé, le championnat poids lourd d'union national de la NWA, le championnat poids lourd de la Pacific Wrestling Federation (PWF) créé par la AJPW et le championnat poids lourd All Asia.
L'AJPW cesse d'utiliser le championnat poids lourd All Asia au début des années 1980. En 1988, des tensions apparaissent entre l'AJPW et la NWA car le champion du monde poids lourd de la NWA cesse devenir au Japon défendre son titre. La vente de la Mid-Atlantic Championship Wrestling (en), le territoire de la NWA qui gère le championnat du monde poids lourd, à Ted Turner marque la fin du partenariat avec la NWA.
En 1989, Giant Baba décide d'unifier les trois championnats poids lourd de la AJPW. Jumbo Tsuruta, qui est alors champion international poids lourd de la NWA, en est le premier champion après sa victoire sur Stan Hansen, qui est champion poids lourd d'union national de la NWA et champion poids lourd de la PWF, le 18 avril.
| #  | Nom                | Règne | Date              | Durée     | Lieu      | Notes | Réf    |
| -- | ------------------ | ----- | ----------------- | --------- | --------- | --- | ------ |
| 1  | Jumbo Tsuruta      | 1     | 18 avril 1989     | 48 jours  | Tokyo     | Tsuruta, champion NWA International Heavyweight, bat Stan Hansen, champion PWF Heavyweight et NWA United National, pour unifier les titres. | [ 4 ]  |
| 2  | Genichiro Tenryu   | 1     | 5 juin 1989       | 128 jours | Tokyo     | | [ 5 ]  |
| 3  | Jumbo Tsuruta      | 2     | 11 octobre 1989   | 237 jours | Yokohama  | | [ 6 ]  |
| 4  | Terry Gordy        | 1     | 5 juin 1990       | 3 jours   | Chiba     | [ 6 ] |        |
| 5  | Stan Hansen        | 1     | 8 juin 1990       | 39 jours  | Tokyo     | [ 6 ] |        |
| 6  | Terry Gordy        | 2     | 17 juillet 1990   | 10 jours  | Kanazawa  | [ 6 ] |        |
| -  | Vacant             | 1     | 27 juillet 1990   | 0 jour    | N/A       | En raison d'une hospitalisation en début de la matinée pour une deshydration et rester dans le coma pendant 9 heures.                       |        |
| 7  | Stan Hansen        | 2     | 27 juillet 1990   | 176 jours | Matsudo   | Bat Mitsuharu Misawa. |        |
| 8  | Jumbo Tsuruta      | 3     | 19 janvier 1991   | 374 jours | Matsumoto | [ 6 ] |        |
| 9  | Stan Hansen        | 3     | 28 janvier 1992   | 207 jours | Chiba     | [ 6 ] |        |
| 10 | Mitsuharu Misawa   | 1     | 22 août 1992      | 705 jours | Tokyo     | [ 6 ] |        |
| 11 | Steve Williams     | 1     | 28 juillet 1994   | 86 jours  | Tokyo     | [ 4 ] |        |
| 12 | Toshiaki Kawada    | 1     | 22 octobre 1994   | 133 jours | Tokyo     | [ 6 ] |        |
| 13 | Stan Hansen        | 4     | 4 mars 1995       | 83 jours  | Tokyo     | [ 6 ] |        |
| 14 | Mitsuharu Misawa   | 2     | 26 mai 1995       | 364 jours | Sapporo   | [ 7 ] |        |
| 15 | Akira Taue         | 1     | 24 mai 1996       | 61 jours  | Sapporo   | [ 6 ] |        |
| 16 | Kenta Kobashi      | 1     | 24 juillet 1996   | 180 jours | Tokyo     | [ 4 ] |        |
| 17 | Mitsuharu Misawa   | 3     | 20 janvier 1997   | 466 jours | Osaka     | [ 6 ] |        |
| 18 | Toshiaki Kawada    | 2     | 1er mai 1998      | 42 jours  | Tokyo     | [ 8 ] |        |
| 19 | Kenta Kobashi      | 2     | 12 juin 1998      | 141 jours | Tokyo     | [ 8 ] |        |
| 20 | Mitsuharu Misawa   | 4     | 31 octobre 1998   | 83 jours  | Tokyo     | [ 8 ] |        |
| 21 | Toshiaki Kawada    | 3     | 22 janvier 1999   | 7 jours   | Osaka     | Remporte le titre aux New Year Giant Series.                                                                                                |        |
| -  | Vacant             | 2     | 29 janvier 1999   | 36 jours  | N/A       | À la suite d'une blessure de Kawada. |        |
| 22 | Vader              | 1     | 6 mars 1999       | 57 jours  | Tokyo     | Bat Akira Taue pendant les Excite Series.                                                                                                   |        |
| 23 | Mitsuharu Misawa   | 5     | 2 mai 1999        | 181 jours | Tokyo     | Remporte le titre à Giant Baba Retirement Show.                                                                                             |        |
| 24 | Vader              | 2     | 30 octobre 1999   | 120 jours | Tokyo     | Remporte le titre pendant les October Giant Series.                                                                                         |        |
| 25 | Kenta Kobashi      | 3     | 27 février 2000   | 110 jours | Tokyo     | Remporte le titre pendant les Excite Series.                                                                                                |        |
| -  | Vacant             | 3     | 16 juin 2000      | 134 jours | N/A       | En raison du départ de Kobashi pour la Pro Wrestling Noah.                                                                                  |        |
| 26 | Genichiro Tenryu   | 2     | 28 octobre 2000   | 223 jours | Tokyo     | Bat Toshiaki Kawada en finale des October Giant Series.                                                                                     |        |
| 27 | Keiji Mutoh        | 1     | 8 juin 2001       | 261 jours | Tokyo     | Remporte le titre pendant les Super Power Series.                                                                                           |        |
| 28 | Toshiaki Kawada    | 4     | 24 février 2002   | 32 jours  | Tokyo     | Remporte le titre pendant les Excite Series.                                                                                                |        |
| -  | Vacant             | 3     | 28 mars 2002      | 16 jours  | N/A       | À la suite d'une blessure de Kawada. |        |
| 29 | Genichiro Tenryu   | 3     | 13 avril 2002     | 197 jours | Tokyo     | Bat Keiji Mutoh à Grand Champion Carnival.                                                                                                  |        |
| 30 | The Great Muta     | 2     | 27 octobre 2002   | 119 jours | Tokyo     | Remporte le titre à Royal Road 30 Giant Battle Final.                                                                                       |        |
| 31 | Shinya Hashimoto   | 1     | 23 février 2003   | 171 jours | Tokyo     | Remporte le titre pendant les Excite Series.                                                                                                |        |
| -  | Vacant             | 4     | 13 août 2003      | 24 jours  | N/A       | À la suite d'une blessure d'Hashimoto,. |        |
| 32 | Toshiaki Kawada    | 5     | 6 septembre 2003  | 529 jours | Tokyo     | Bat Shinjiro Ohtani en finale d'un tournoi pendant les Summer Action Series II.                                                             |        |
| 33 | Satoshi Kojima     | 1     | 16 février 2005   | 502 jours | Tokyo     | Remporte le titre à Realise. |        |
| 34 | Taiyō Kea          | 1     | 3 juillet 2006    | 62 jours  | Tokyo     | Remporte le titre pendant le Cross Over Tour.                                                                                               |        |
| 35 | Minoru Suzuki      | 1     | 3 septembre 2006  | 357 jours | Sapporo   | Remporte le titre pendant le Summer Impact Tour.                                                                                            |        |
| 36 | Kensuke Sasaki     | 1     | 26 août 2007      | 247 jours | Tokyo     | Remporte le titre à Pro Wrestling Love in Ryogoku Vol. 3. ,                                                                                 |        |
| 37 | Suwama             | 1     | 29 avril 2008     | 152 jours | Nagoya    | Remporte le titre pendant le Growin' Up Tour.                                                                                               |        |
| 38 | The Great Muta     | 3     | 28 septembre 2008 | 167 jours | Yokohama  | Remporte le titre pendant le Flashing Tour .                                                                                                |        |
| 39 | Yoshihiro Takayama | 1     | 14 mars 2009      | 196 jours | Tokyo     | Remporte le titre à Pro Wrestling Love in Ryogoku Vol. 7.                                                                                   |        |
| 40 | Satoshi Kojima     | 2     | 26 septembre 2009 | 176 jours | Yokohama  | Remporte le titre pendant le Flashing Tour.                                                                                                 |        |
| 41 | Ryota Hama         | 1     | 21 mars 2010      | 42 jours  | Tokyo     | Remporte le titre à Pro Wrestling Love in Ryogoku Vol. 9.                                                                                   |        |
| 42 | Minoru Suzuki      | 2     | 2 mai 2010        | 119 jours | Aichi     | Remporte le titre pendant le Growin' Up Tour                                                                                                |        |
| 43 | Suwama             | 2     | 29 août 2010      | 420 jours | Tokyo     | Remporte le titre à Pro Wrestling Love in Ryogoku Vol. 10.                                                                                  |        |
| 44 | Jun Akiyama        | 1     | 23 octobre 2011   | 308 jours | Tokyo     | Remporte le titre à Love In Ryogoku Vol. 13.                                                                                                |        |
| 45 | Masakatsu Funaki   | 1     | 26 août 2012      | 203 jours | Tokyo     | Remporte le titre à 40th Anniversary Year Summer Impact 2012.                                                                               |        |
| 46 | Suwama             | 3     | 17 mars 2013      | 224 jours | Tokyo     | Remporte le titre à Love In Ryogoku 2013 - Basic & Dynamic.                                                                                 |        |
| 47 | Akebono            | 1     | 27 octobre 2013   | 215 jours | Tokyo     | Remporte le titre à Anniversary Tour 2013.                                                                                                  |        |
| -  | Vacant             | 5     | 30 mai 2014       | N/A       | N/A       | Vacant à cause des problèmes de santé d'Akebono                                                                                             |        |
| 48 | Takao Omori        | 1     | 15 juin 2014      | 14 jours  | Tokyo     | Bat Jun Akiyama à Dynamite Series 2014. |        |
| 49 | Suwama             | 4     | 29 juin 2014      | 28 jours  | Sapporo   | Remporte le titre à Dynamite Series 2014 - Tag 6.                                                                                           |        |
| 50 | Joe Doering        | 1     | 27 juillet 2014   | 160 jours | Tokyo     | Remporte le titre à Summer Action Series 2014 - Tag 8.                                                                                      |        |
| 51 | Gō Shiozaki        | 1     | 3 janvier 2015    | 138 jours | Tokyo     | Remporte le titre à New Year Wars 2015 - Tag 2.                                                                                             |        |
| 52 | Akebono            | 2     | 21 mai 2015       | 164       | Tokyo     | Au neuvième jour des Super Power Series. |        |
| 53 | Jun Akiyama        | 2     | 1er novembre 2015 | 62 jours  | Hirosaki  | Au All Japan Pro Wreslting Charity Hirosaki Tournament.                                                                                     |        |
| 54 | Suwama             | 5     | 2 janvier 2016    | 10 jours  | Tokyo     | Lors de 2016 New Years Two Days. | [ 25 ] |
| -  | Vacant             | 6     | 12 janvier 2016   | N/A       | N/A       | Vacant le 12 janvier 2016 après la rupture du tendon d’Achille de Suwama.                                                                   | [ 26 ] |
| 55 | Kento Miyahara     | 1     | 12 février 2016   | 464 jours | Tokyo     | En battant Zeus lors du All Japan Pro Wreslting Excite Series                                                                               | .      |
| 56 | Shuji Ishikawa     | 1     | 21 mai 2017       | 98 jours  | Tokyo     | | [ 28 ] |
| 57 | Kento Miyahara     | 2     | 27 août 2017      | 43 jours  | Tokyo     | | [ 29 ] |
| 58 | Suwama             | 6     | 9 octobre 2017    | 12 jours  | Tokyo     | | [ 30 ] |
| 59 | Joe Doering        | 2     | 21 octobre 2017   | 155 jours | Yokohama  | | [ 31 ] |
| 60 | Kento Miyahara     | 3     | 25 mars 2018      | 126 jours | Saitama   | | [ 32 ] |
| 61 | Zeus               | 1     | 29 juillet 2018   | 84 jours  | Osaka     | | [ 33 ] |
| 62 | Kento Miyahara     | 4     | 21 octobre 2018   | 519 jours | Yokohama  | | [ 34 ] |
| 63 | Suwama             | 7     | 23 mars 2020      | 454 jours | Tokyo     | | [ 35 ] |
| -  | Vacant             | 7     | 20 juin 2021      | 6 jours   | N/A       | Titre rendu vacant après que Suwama soi testé positif au COVID-19.                                                                          | [ 36 ] |
| 64 | Jake Lee           | 1     | 26 juin 2021      | 185 jours | Tokyo     | En battant Kento Miyahara et Yuma Aoyagi à AJPW Champions Night.                                                                            | [ 37 ] |
| -  | Vacant             | 8     | 28 décembre 2021  | 26 jours  | N/A       | Titre rendu vacant après une blessure de Lee.                                                                                               | [ 38 ] |
| 65 | Kento Miyahara     | 5     | 23 janvier 2022   | 147 jours | Tokyo     | En battant Ryuki Honda (en) en finale d'un tournoi pour le titre vacant.                                                                    | [ 39 ] |
| 66 | Jake Lee           | 2     | 19 juin 2022      | 25 jours  | Tokyo     | | [ 38 ] |
| 67 | Suwama             | 8     | 14 juillet 2022   | 66 jours  | Tokyo     | | [ 40 ] |
| 68 | Kento Miyahara     | 6     | 18 septembre 2022 | 154 jours | Tokyo     | | [ 38 ] |
| 69 | Yūji Nagata        | 1     | 19 février 2023   | 133 jours | Tokyo     | | [ 41 ] |
| 70 | Yuma Aoyagi        | 1     | 2 juillet 2023    | 126 jours | Tokyo     | | [ 42 ] |
| 71 | Katsuhiko Nakajima | 1     | 5 novembre 2023   | 146 jours | Sapporo   | | [ 43 ] |
| 72 | Yuma Anzai         | 1     | 30 mars 2024      | 349 jours | Tokyo     | | [ 44 ] |

## Règnes combinés
| Rang | Champion                   | Règnes combinés | Jours combinés |
| ---- | -------------------------- | --------------- | -------------- |
| 1    | Mitsuharu Misawa           | 5               | 1 799          |
| 2    | Kento Miyahara             | 6               | 1 453          |
| 3    | Suwama                     | 8               | 1 366          |
| 4    | Toshiaki Kawada            | 5               | 743            |
| 5    | Satoshi Kojima             | 2               | 678            |
| 6    | Jumbo Tsuruta              | 3               | 659            |
| 7    | Genichiro Tenryu           | 3               | 548            |
| 8    | Keiji Mutoh/The Great Muta | 3               | 547            |
| 9    | Stan Hansen                | 4               | 505            |
| 10   | Minoru Suzuki              | 2               | 476            |
| 11   | Kenta Kobashi              | 3               | 431            |
| 12   | Akebono                    | 2               | 379            |
| 13   | Jun Akiyama                | 2               | 370            |
| 14   | Joe Doering                | 2               | 315            |
| 15   | Kensuke Sasaki             | 1               | 247            |
| 16   | Jake Lee                   | 2               | 210            |
| 17   | Masakatsu Funaki           | 1               | 203            |
| 18   | Yoshihiro Takayama         | 1               | 196            |
| 19   | Vader                      | 2               | 177            |
| 20   | Shinya Hashimoto           | 1               | 171            |
| 21   | Katsuhiko Nakajima         | 1               | 146            |
| 22   | Go Shiozaki                | 1               | 138            |
| 23   | Yūji Nagata                | 1               | 133            |
| 24   | Yuma Aoyagi                | 1               | 126            |
| 25   | Yuma Anzai                 | 1               | 349            |
| 26   | Shuji Ishikawa             | 1               | 98             |
| 27   | Steve Williams             | 1               | 86             |
| 28   | Zeus                       | 1               | 84             |
| 29   | Taiyo Kea                  | 1               | 62             |
| 30   | Akira Taue                 | 1               | 61             |
| 31   | Ryota Hama                 | 1               | 42             |
| 32   | Takao Omori                | 1               | 14             |
| 33   | Terry Gordy                | 2               | 13             |